# Zwitserse luchtmacht

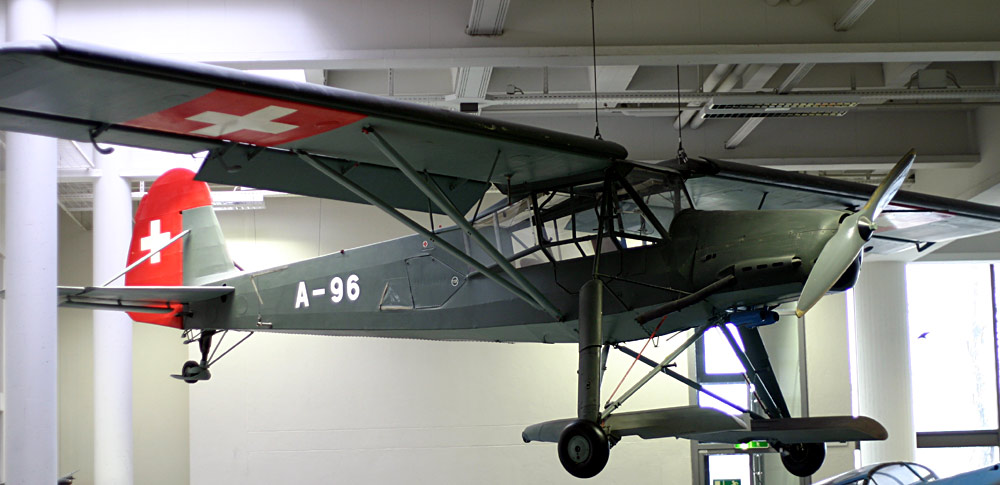
Fieseler Fi 156 in Fileger-Flab-Museum Dübendorf

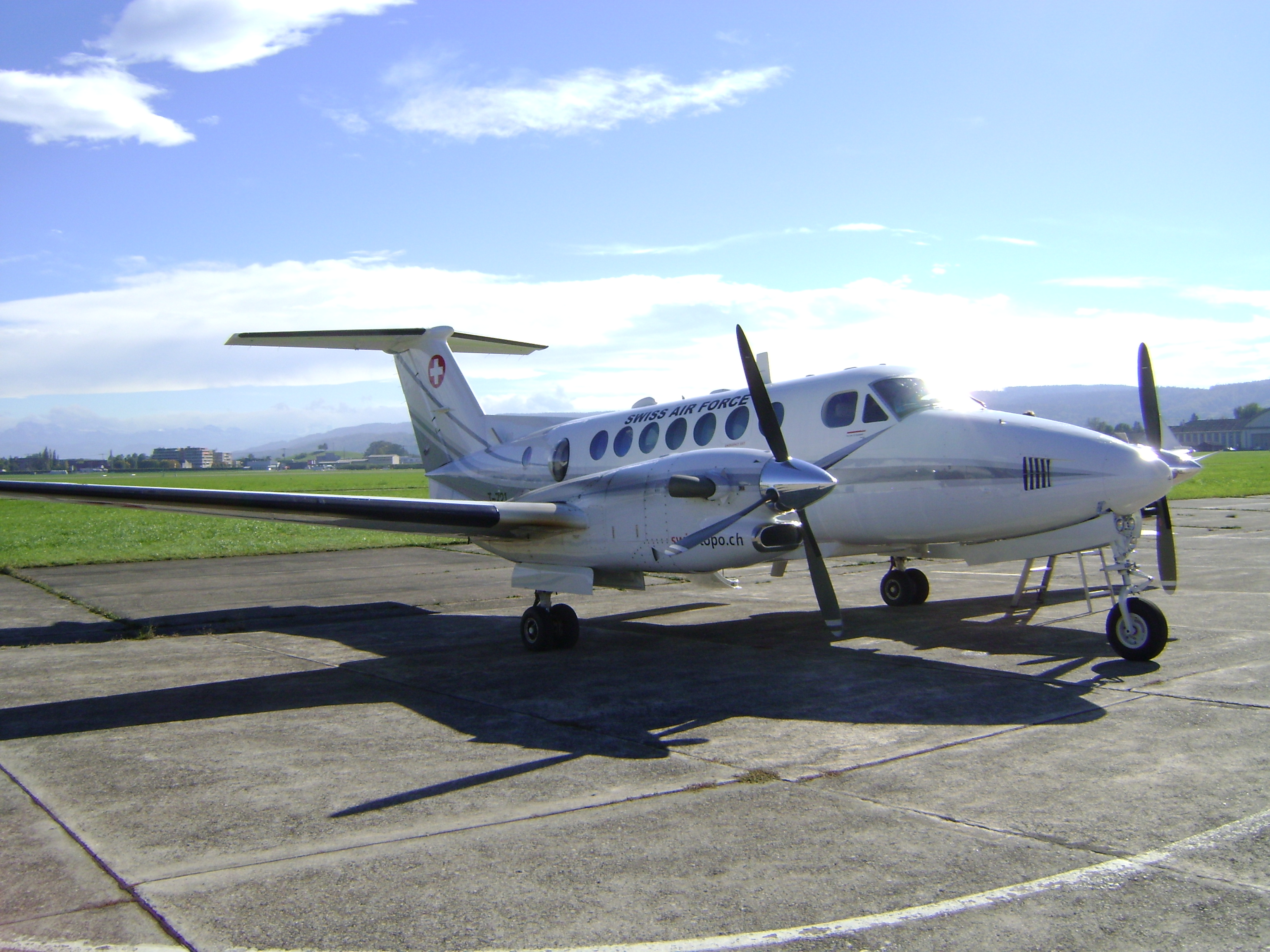
Beech Kingair.

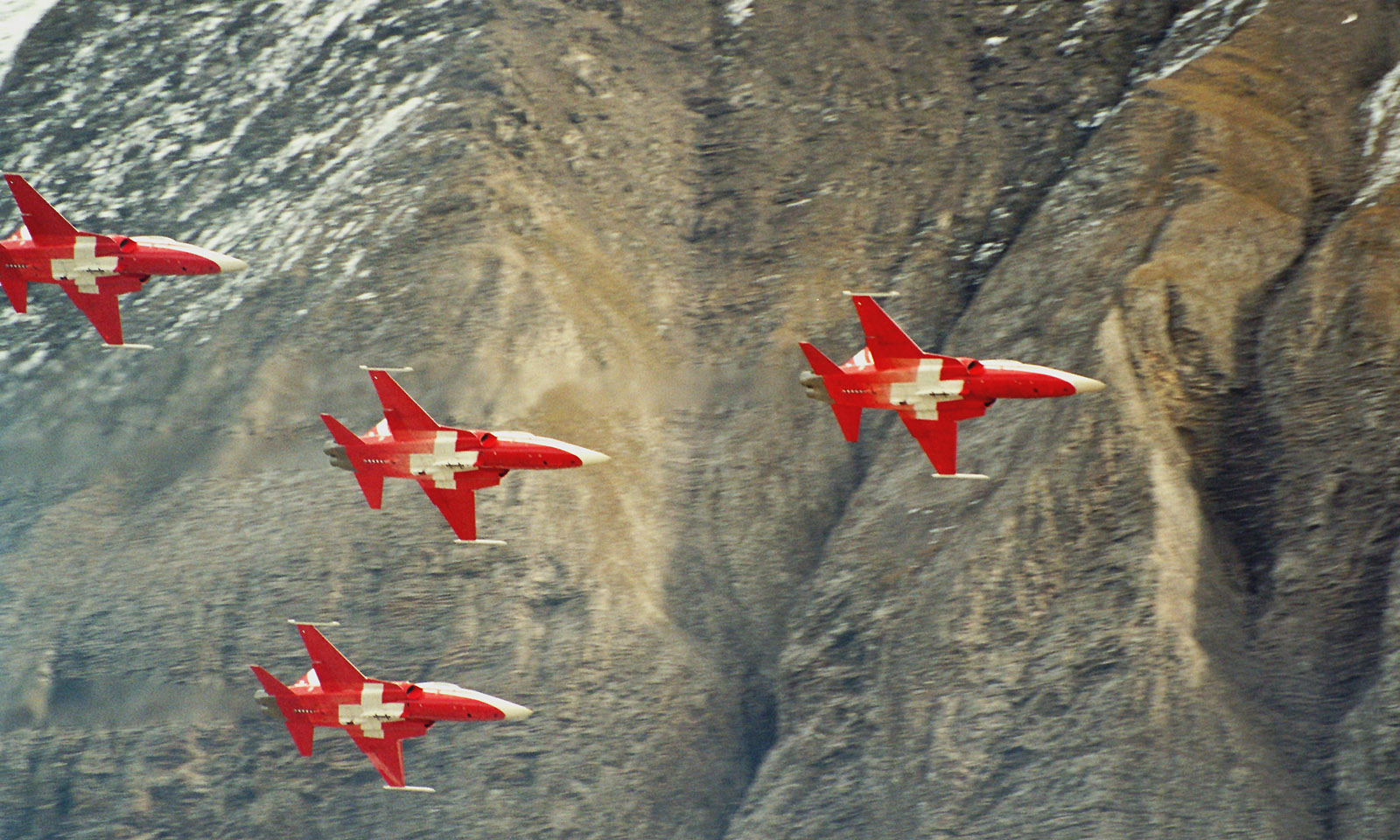
Patrouillevlucht van Northrop F-5E's (okt 2006).

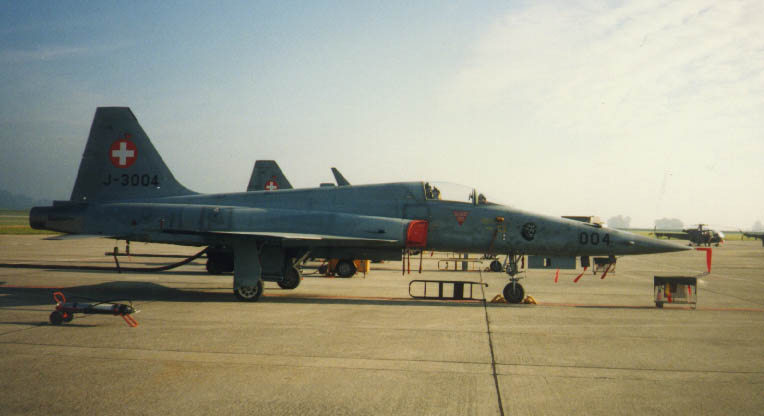
Geparkeerde F-5E's (aug 2007).

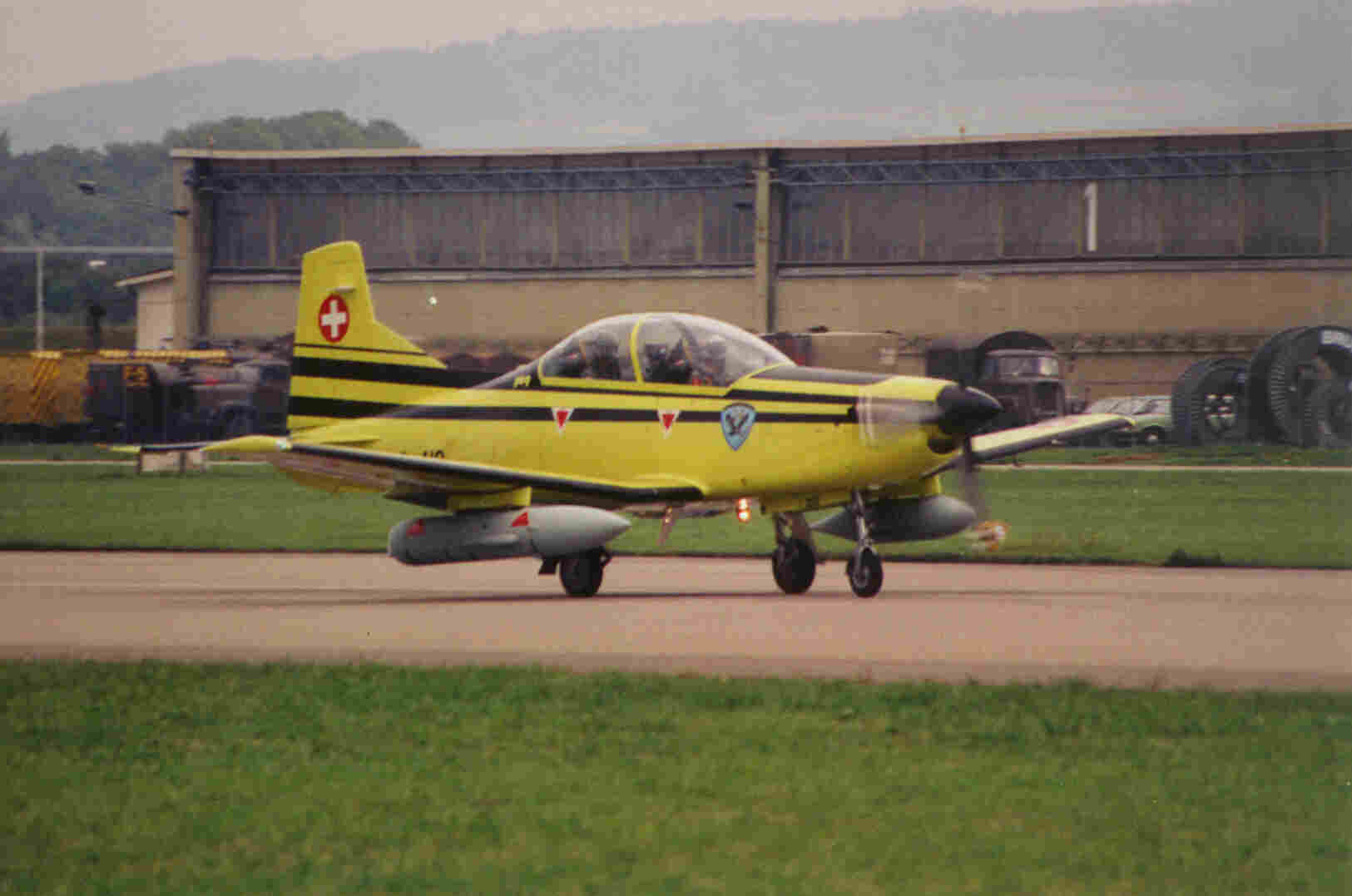
Pilatus PC-9-trainer (aug 2007).

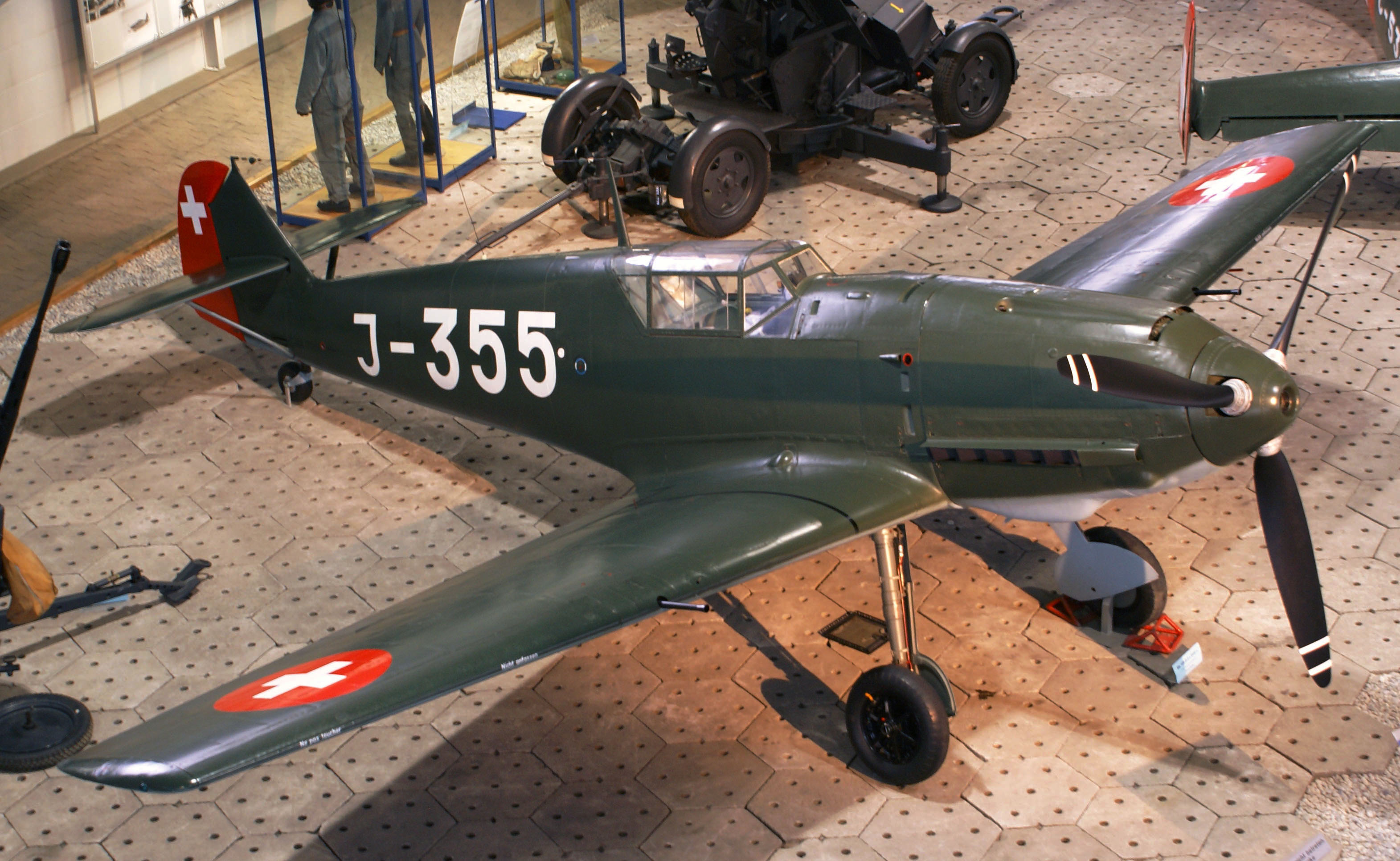
Zwitserse Messerschmitt Bf 109-E3 in een Flieger-Flab-Museum Dübendorf.

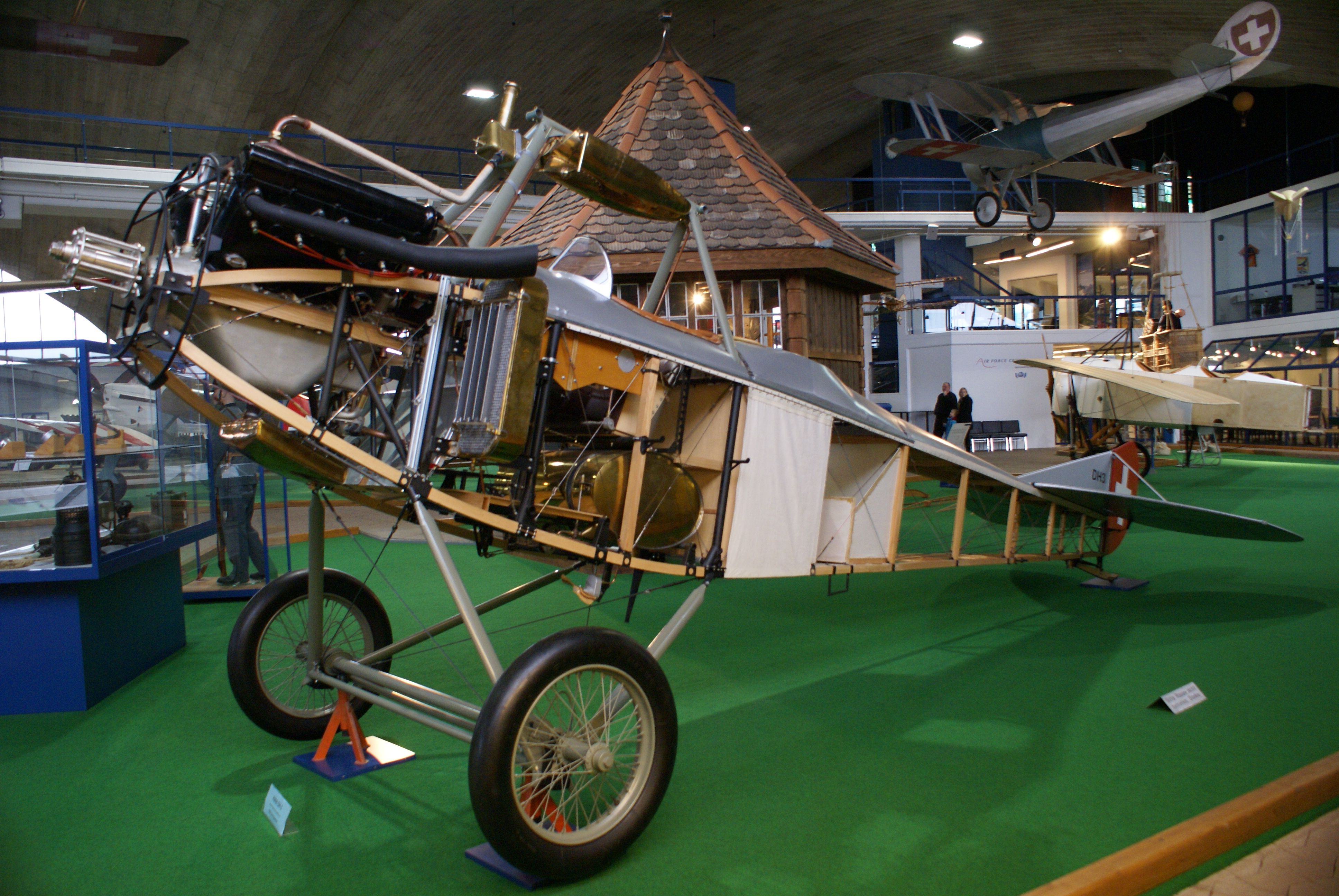
Häfeli DH-3-verkenner in een Flieger-Flab-Museum.

De Zwitserse luchtmacht (Duits: Schweizer Luftwaffe, Frans: Forces aériennes suisses, Italiaans: Forze Aeree Svizzere) is een luchtmachtcomponent van de Zwitserse strijdkrachten.

## Geschiedenis
De Zwitserse luchtmacht werd opgericht op 31 juli 1914 als onderdeel van het leger. In 1936 werd het een aparte dienst en op 1 januari 1996 werd de luchtmacht een onafhankelijk legeronderdeel. De luchtmacht bezat op een bepaald punt tijdens de Koude Oorlog meer dan 500 vliegtuigen. Na de Koude Oorlog werd ze tot meer dan de helft gereduceerd. Tegelijkertijd wordt de vloot gemoderniseerd. In 1996 werden F/A-18 Hornet's aangeschaft die nu de ruggengraat van de luchtmacht vormen.

## Luchtmachtbases
| Legenda kaart vliegbases 1. Straaljagers 2. Kleine vliegtuigen 3. Helikopters |

- Payerne (LSMP) FlSt6 (F-5E), FlSt17 FlSt18 (F/A-18), LT1 LT5 (Superpuma, Cougar, EC635)
- Sion (LSMS) FlSt16 (F-5F), FlSt19 (F-5E)
- Emmen (LSME) LT7 (PC-6T),FlSt12 (PC-7, F-5E), armasuisse (PC-6T, PC-12,DA42), Patrouille Suisse (F-5E)
- Meiringen (LSMM) FlSt 11 (F/A-18)
- Alpnach (LSMA) LT6, LT8 (Superpuma,Cougar,EC635)
- Buochs (LSMU) inactiv
- Dübendorf (LSMD) LT3, LT4, PC-7Team (PC-7) (Superpuma,Cougar,EC635, DHC-6, Kingair,BE1900), Air Operations Center
- Lodrino (LSML) Paratraining (PC-6T)
- Locarno (LSMO) (PC-7)
- Bern Belp (LSZB), VIP only LTDB (FA900, C560,Cougar, EC-135VIP)

### Radar surveillance

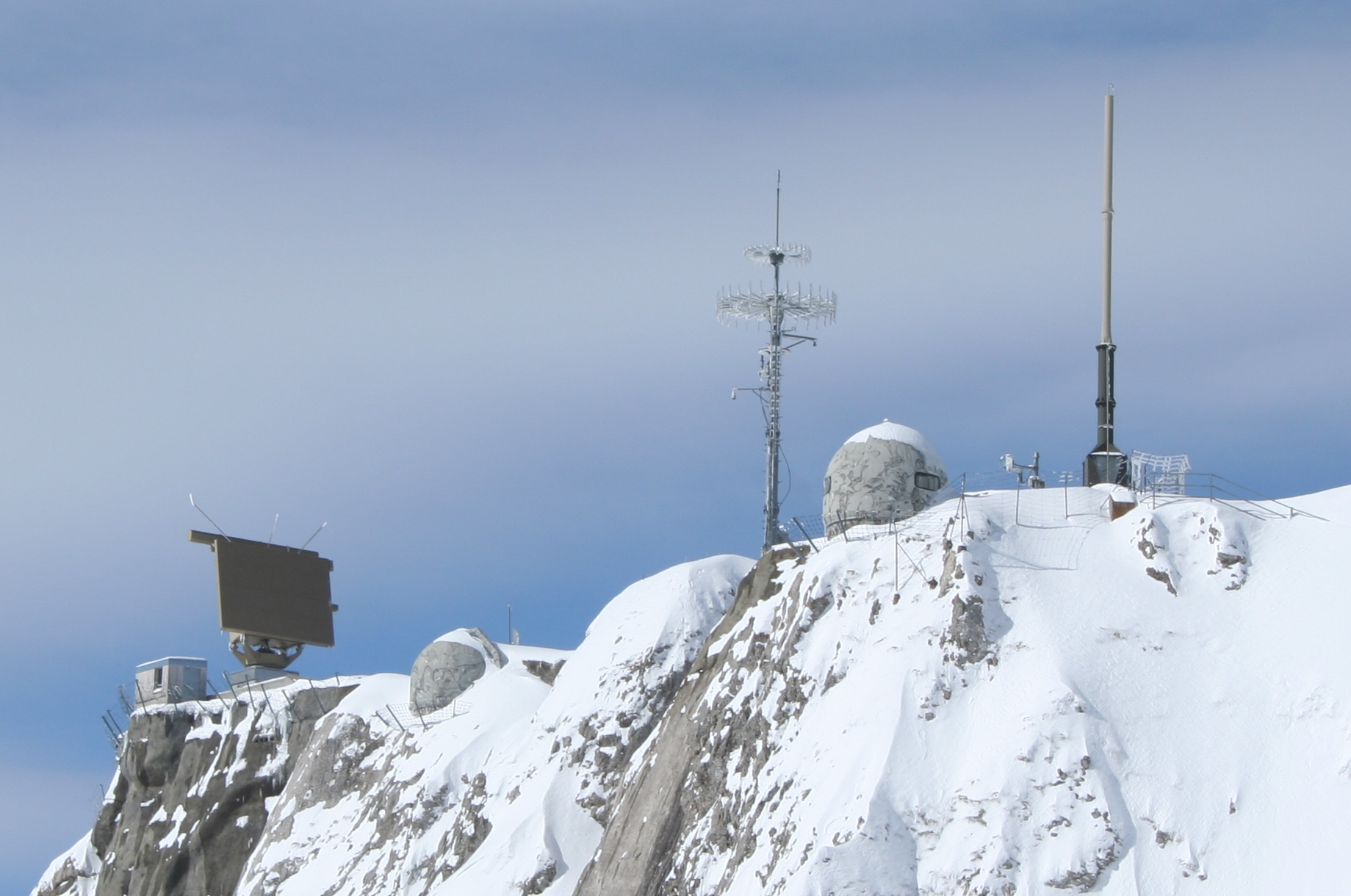
FLORAKO Pilatus (berg)

- FLORAKO
- TAFLIR
- Skyguard
- Stinger Alert Radar

## Inventaris
| Toestel                                 | Versie(s)                   | Aantal (or.) | Jaren       | Rol                                 | Herkomst                     |
| Vliegtuigen                             | Vliegtuigen                 | Vliegtuigen  | Vliegtuigen | Vliegtuigen                         | Vliegtuigen                  |
| --------------------------------------- | --------------------------- | ------------ | ----------- | ----------------------------------- | ---------------------------- |
| Beechcraft Super King Air               | 350C                        | 1            | 1993+       | transport verkenning                | Verenigde Staten             |
| Beechcraft 1900                         | 1900D                       | 1            | 2007+       | transport                           | Verenigde Staten             |
| Cessna 560                              | Citation Excel              | 1            | 2005+       | transport passagiers                | Verenigde Staten             |
| Dassault Falcon 900                     | 900XE                       | 1            | 2013+       | transport passagiers                | Frankrijk                    |
| De Havilland Canada DHC-6               | 300 Twin Otter              | 1            | 1976+       | transport verkenning                | Canada                       |
| McDonnell Douglas F/A-18                | C/D Hornet                  | 33 (34)      | 1997+       | verdediging                         | Verenigde Staten Zwitserland |
| Northrop F-5                            | E/F Tiger II                | 44 (110)     | 1978+       | gevecht                             | Verenigde Staten             |
| Oerlikon Contraves                      | ADS 95 Ranger               | 27 (28)      | 1990+       | onbemande verkenning                | Zwitserland                  |
| Farner KZD 85                           | KZD 85 Kleinzieldrohne 1985 | 30 (60)      | 1985+       | onbemande verkenning                | Zwitserland                  |
| Pilatus PC-6                            | PC-6/B2-H2M Turbo Porter    | 16 (19)      | 1966+       | transport brandweer                 | Zwitserland                  |
| Pilatus PC-7                            | Turbo Trainer               | 26 (40)      | 1979+       | basisopleiding                      | Zwitserland                  |
| Pilatus PC-9                            |                             | 11 (12)      | 1988+       | doelsleper opleiding                | Zwitserland                  |
| Pilatus PC-12                           |                             | 1            | 1995+       | test transport                      | Zwitserland                  |
| Pilatus PC-21                           |                             | 8            | 2006+       | hogere opleiding                    | Zwitserland                  |
| Diamond DA42                            | Centauer OPA                | 1            | 2012+       | bemande en onbemande testdoeleinden | Verenigde Staten Oostenrijk  |
| Helikopters                             |                             |              |             |                                     |                              |
| Aérospatiale AS 332                     | AS 332M-1 Super Puma        | 15           | 1987+       | transport redding                   | Frankrijk                    |
| Aérospatiale AS 532                     | AS 532 UL Cougar            | 11 (12)      | 2001+       | transport redding                   | Frankrijk                    |
| Eurocopter EC-135                       | EC 135P2/EC 635P2           | 20           | 2006        | transport opleiding                 | Duitsland Zwitserland        |
| Wapen                                   | Versie(s)                   | Aantal (or.) | Jaren       | Rol                                 | Herkomst                     |
| Luchtverdedigingswapens                 |                             |              |             |                                     |                              |
| Dubbelloops 35mm-Oerlikon-afweergeschut | 63/90                       | 45           | 1963+       |                                     | Zwitserland                  |
| Rapier                                  |                             | 54           | 1984+       |                                     | Verenigd Koninkrijk          |
| FIM-92 Stinger                          | Manpads                     | 288          | 1989+       |                                     | Verenigde Staten             |

- Trainingsmockup F/A-18C, X-5099.